# آکسفورد (ویسکانسین)
آکسفورد (به انگلیسی: Oxford) یک منطقهٔ مسکونی در ایالات متحده آمریکا است که در شهرستان مارکت، ویسکانسین واقع شده‌است. آکسفورد ۲٫۲۳ کیلومتر مربع مساحت و ۵۳۷ نفر جمعیت دارد و ۲۶۵ متر بالاتر از سطح دریا واقع شده‌است.